# Доње Биоско (Источни Стари Град)
Доње Биоско је источносарајевско насеље у општини Источни Стари Град, град Источно Сарајево, Република Српска, БиХ.

## Историја
Дејтонским споразумом, бивше насеље Доње Биоско, које се налазило у општини Стари Град је подијељено између Републике Српске и Федерације БиХ. Мањи сјеверни дио насеља, је припао Источном Сарајеву, а највећи дио насеља федералном Сарајеву.

## Географија
Насеље се налази у западном дијелу општине Источни Стари Град, на граници са општином Стари Град. Припада мјесној заједници Хреша.

## Становништво
Због малог дијела насеља који је по Дејтону припао Републици Српској, претпоставља се да је територија насеља ненасељена. Број становника према попису из 1991. године у бившем јединственом насељу Доње Биоско је износио 189.
| Националност       | 1991. |
| Срби               | 178   |
| Хрвати             | 0     |
| Муслимани          | 10    |
| Југословени        | 1     |
| остали и непознато | 0     |
| Укупно             | 189   |